# Ель-Кеф
Ель-Кеф (араб. الكاف) - місто в Тунісі, центр однойменного вілаєту. Населення - 45 191 чол. (2004). Знаходиться за 145 км на захід від столиці країни та за 40 км на схід від кордону з Алжиром. Місто розташоване на висоті 780 м над рівнем моря і за розташуванням вважається найвищим в Тунісі.
| Туніс | Це незавершена стаття з географії Тунісу. Ви можете допомогти проєкту, виправивши або дописавши її. |